# ديفيد بروس
اللواء السير ديفيد بروس (بالإنجليزية: David Bruce)‏، حاصل على وسام الحمام، وزمالة الجمعية الملكية، وزميل الكلية الملكية للأطباء، وزميل الجمعية الملكية بأدنبرة (29 مايو 1855 في ملبورن – 27 نوفمبر 1931 في لندن) كان عالمًا في علم الأمراض وعالمًا في الأحياء الدقيقة، كان بريطانيًا ولد في أستراليا، حقق في حمى مالطا (التي سميت فيما بعد داء البروسيلات تكريمًا له)، وداء المثقبيات الأفريقي (مرض النوم عند البشر والناغانا في الحيوانات). اكتشف بروتوزوي طفيليًا ينتقل عن طريق الحشرات، وسُمي لاحقًا باسم المثقبية البروسية تكريمًا له. عمل في الخدمة الطبية بالجيش والهيئة الطبية للجيش الملكي، وكانت زوجته أكبر متعاون علمي معه، وهي ماري إليزابيث بروس عالمة الأحياء الدقيقة (اسمها قبل الزواج ستيل)، والتي نشر معها أكثر من ثلاثين ورقة تقنية.

## سيرته الذاتية

### النشأة وتعليمه
ولد بروس في ملبورن بأستراليا لوالدين اسكتلنديين وهما المهندس ديفيد بروس (من إيرث) وزوجته جين راسل هاميلتون (من إستيرلينغ)، اللذان هاجرا إلى أستراليا في فترة حمى الذهب عام 1850. كان الطفل الوحيد لوالديه. عاد مع عائلته إلى اسكتلندا في سن الخامسة. كانوا يعيشون في ساحة فيكتوريا 1 في إستيرلينغ.  تلقى تعليمه في مدرسة إستيرلينغ الثانوية وفي عام 1869 بدأ تدريبًا مهنيًا في مانشستر. ومع ذلك، أجبرته الالتهابات الرئوية على التخلي عن هذا وإعادة تقييم حياته المهنية. ثم قرر بعد ذلك دراسة علم الحيوان لكنه غير رأيه لاحقًا لدراسة الطب في جامعة إدنبرة عام 1876، وتخرج عام 1881.

### مهنته الطبية
بعد فترة وجيزة من العمل كطبيب عام في ريغات، ساري (1881-1883)، حيث التقى هناك بماري وتزوجها، التحق بكلية الطب العسكرية في هامبشاير في مستشفى فيكتوريا الملكي، نيتلي. اجتاز الامتحان العسكري عام 1883 والتحق بالخدمات الطبية العسكرية (التي خدم فيها حتى عام 1919).  في أول منصب له، التحق بالفيلق الطبي للجيش الملكي عام 1884 وتمركز في فاليتا، مالطا.
عُين بروس أستاذًا مساعدًا لعلم الأمراض في كلية الطب العسكرية في نتلي عام 1889، وخدم هناك لمدة خمس سنوات. عاد إلى الخدمة العسكرية الميدانية عام 1894 وأُرسل إلى بيترماريتزبرغ، ناتال، جنوب إفريقيا. كُلف بالتحقيق في حالة مرض الماشية والخيول (تسمى ناغانا) في زولولاند.  في 27 أكتوبر 1894، انتقل هو وزوجته إلى أوبومبو هيل، حيث كان المرض أكثر انتشارًا. عندما اندلعت حرب البوير الثانية عام 1899، أدار برفقة زوجته المستشفى الميداني أثناء حصار لاديسميث (2 نوفمبر 1899 حتى 28 فبراير 1900). بسبب خدماته التي قدمها أثناء الحرب ترقى ليصبح مقدم. في عام 1899، مُنح بروس جائزة كاميرون للعلاج من جامعة إدنبرة. في عام 1900، انضم إلى لجنة تحقيق الزحار في المعسكرات العسكرية، وعمل في نفس الوقت لصالح بعثة الجمعية الملكية لداء المثقبيات الأفريقي.
عمل بروس كعضو في المجلس الاستشاري للخدمات الطبية للجيش من عام 1902 إلى عام 1911. وفي عام 1914 أصبح قائدًا للكلية الطبية للجيش الملكي، وهو المنصب الذي شغله حتى تقاعده من منصب اللواء عام 1919. وعين على الفور رئيسًا لمجلس إدارة الهيئة الإدارية لمعهد ليستر. خلال حياته المهنية نشر أكثر من سبعة وتسعين مقالًا تقنيًا، وشاركته زوجته في تأليف حوالي ثلاثين منها.

## وصلات خارجية
- ديفيد بروس على موقع الموسوعة البريطانية (الإنجليزية)